# Bryan Kocis
Bryan Kocis (Pseudonym Bryan Phillips; * 28. Mai 1962 in Larksville, Pennsylvania; † 24. Januar 2007 in Dallas Township, Pennsylvania) war ein US-amerikanischer Filmproduzent, Filmregisseur und Drehbuchautor.

## Leben
Kocis studierte am Rochester Institute of Technology. Kocis war in den Vereinigten Staaten als Filmproduzent und Filmregisseur in der Pornoindustrie tätig. Er gründete 2002 das Unternehmen und Filmstudio Cobra Video. Verschiedene seiner durch Cobra Video produzierten Pornofilme erhielten bedeutende Preise der US-amerikanischen Pornoindustrie.
2002 wurden bei Kocis Videoaufnahmen gefunden, für die er strafrechtlich angeklagt wurde. Vier Jahre später wurde der zuständige Richter Conahan selbst zu einer Haftstrafe von 17 Jahren verurteilt.
Im Jahr 2005 gab der US-amerikanische Pornodarsteller Brent Corrigan im Rahmen von Streitigkeiten mit Bryan Kocis an, bei den Dreharbeiten zu seinen ersten Porno-Filmen erst 17 Jahre alt und damit minderjährig gewesen zu sein, was Kocis auch bekannt gewesen sei. Die Filme wurden daraufhin vom Markt genommen. 
Am 24. Januar 2007 wurde Kocis tot in seiner Wohnung in Dallas Township, Pennsylvania, aufgefunden. Die polizeilichen Ermittlungen führten zur Verhaftung der Escorts Harlow Cuadra und Joseph Kereke, die zu einer lebenslangen Freiheitsstrafe wegen gemeinschaftlichen Mordes verurteilt wurden.

## Filmographie (Auswahl)

### Als Produzent und Regisseur
- Every Poolboy's Dream, 2004 (Cobra Video)
- Schoolboy Crush, 2004 (Cobra Video)
- Bareboned Twinks, 2005 (Cobra Video)
- Casting Couch 4, 2005 (Cobra Video)
- Cream BBoys, 2006 (Cobra Video)
- Naughty Boy's Toys, 2006 (Cobra Video)
- Brent Corrigan: Fuck Me Raw, 2006 (Cobra Video)
- Take It Like a Bitch Boy, 2006 (Cobra Video)